# Canton d'Albi-2
Le canton d'Albi-2 est une circonscription électorale française du département du Tarn.

## Histoire
Un nouveau découpage territorial du Tarn entre en vigueur à l'occasion des premières élections départementales suivant le décret du 17 février 2014. Les conseillers départementaux sont, à compter de ces élections, élus au scrutin majoritaire binominal mixte. Les électeurs de chaque canton élisent au Conseil départemental, nouvelle appellation du Conseil général, deux membres de sexe différent, qui se présentent en binôme de candidats. Les conseillers départementaux sont élus pour 6 ans au scrutin binominal majoritaire à deux tours, l'accès au second tour nécessitant 12,5 % des inscrits au 1er tour. En outre la totalité des conseillers départementaux est renouvelée. Ce nouveau mode de scrutin nécessite un redécoupage des cantons dont le nombre est divisé par deux avec arrondi à l'unité impaire supérieure si ce nombre n'est pas entier impair, assorti de conditions de seuils minimaux. Dans le Tarn, le nombre de cantons passe ainsi de 46 à 23.
Le canton d'Albi-2 est formé de cinq communes, issues de l'ancien canton d'Albi-Sud, et d'une fraction de commune. Il est entièrement inclus dans l'arrondissement d'Albi. Le bureau centralisateur est situé à Albi.

## Représentation
| Période élective | Période élective | Mandat | Mandat   | Identité             | Nuance | Nuance | Qualité                                                |
| ---------------- | ---------------- | ------ | -------- | -------------------- | ------ | ------ | ------------------------------------------------------ |
| 2015             | 2021             | 2015   | 2021     | Nathalie Borghese    |        | DVD    | Infirmière à Albi                                      |
| 2015             | 2021             | 2015   | 2021     | Eric Guillaumin      |        | DVD    | Militaire retraité, maire de Carlus                    |
| 2021             | 2028             | 2021   | en cours | Jean-Charles Balardy |        | PS     | Technicien ERDF, Premier adjoint au maire du Sequestre |
| 2021             | 2028             | 2021   | en cours | Margot Lapeyre       |        | PS     | Vendeuse                                               |

### Résultats détaillés

#### Élections de mars 2015
À l'issue du 1er tour des élections départementales de 2015, deux binômes sont en ballottage : Nathalie Borghese et Eric Guillaumin (DVD, 25 %) et Jean-Charles Balardy et Nicole Bellmas (PS, 21,69 %). Le taux de participation est de 58,72 % (7 908 votants sur 13 468 inscrits) contre 58,71 % au niveau départemental et 50,17 % au niveau national.
Au second tour, Nathalie Borghese et Eric Guillaumin (DVD) sont élus avec 54,49 % des suffrages exprimés et un taux de participation de 57,09 % (3 698 voix pour 7 690 votants et 13 469 inscrits).

#### Élections de juin 2021
Le premier tour des élections départementales de 2021 est marqué par un très faible taux de participation (33,26 % au niveau national). Dans le canton d'Albi-2, ce taux de participation est de 37,43 % (5 347 votants sur 14 284 inscrits) contre 39,08 % au niveau départemental. À l'issue de ce premier tour, deux binômes sont en ballottage : Jean-Charles Balardy et Margot Lapeyre (PS, 36,52 %) et Éric Guillaumin et Naïma Marengo (Union au centre et à droite, 25,42 %).
Le second tour des élections est marqué une nouvelle fois par une abstention massive équivalente au premier tour. Les taux de participation sont de 34,36 % au niveau national, 39,14 % dans le département et 38,56 % dans le canton d'Albi-2. Jean-Charles Balardy et Margot Lapeyre (PS) sont élus avec 57,82 % des suffrages exprimés (2 862 voix pour 5 509 votants et 14 288 inscrits),,.

## Composition
| Nom                          | Code Insee | Intercommunalité  | Superficie (km2) | Population (dernière pop. légale)                | Densité (hab./km2) | Modifier                                    |
| ---------------------------- | ---------- | ----------------- | ---------------- | ------------------------------------------------ | ------------------ | ------------------------------------------- |
| Albi (bureau centralisateur) | 81004      | CA de l'Albigeois | 44,26            | Fraction : 12 051 (2022) Commune : 50 605 (2022) | 1 143              | modifier les données · modifier les données |
| Carlus                       | 81059      | CA de l'Albigeois | 10,60            | 659 (2022)                                       | 62                 | modifier les données · modifier les données |
| Puygouzon                    | 81218      | CA de l'Albigeois | 19,96            | 3 549 (2022)                                     | 178                | modifier les données · modifier les données |
| Rouffiac                     | 81232      | CA de l'Albigeois | 11,13            | 632 (2022)                                       | 57                 | modifier les données · modifier les données |
| Saliès                       | 81274      | CA de l'Albigeois | 3,55             | 816 (2022)                                       | 230                | modifier les données · modifier les données |
| Le Sequestre                 | 81284      | CA de l'Albigeois | 5,42             | 2 025 (2022)                                     | 374                | modifier les données · modifier les données |
| Canton d'Albi-2              | 8102       |                   |                  | 19 732 (2022)                                    |                    | modifier les données                        |

Le canton d'Albi-2 comprend :
1. cinq communes,
2. la partie de la commune d'Albi située au sud et à l'est d'une ligne définie par l'axe des voies et limites suivantes : depuis la limite territoriale de la commune de Cambon, chemin de Cambon, rue Henri-Moissan, rond-point, rue de Jarlard, rue Jean-Rieux, rue de la Plaine-Saint-Martin, rond-point, avenue du Colonel-Teyssier, boulevard de Montebello, place du 8-Mai-1945, boulevard Paul-Bodin, avenue Gambetta, avenue du Maréchal-Foch, place de Verdun, voie ouest de la route départementale 84, avenue du Maréchal-Franchet-d'Espèrey, route vieille de Graulhet jusqu'à la limite territoriale de la commune du Sequestre.

À la suite de la création de la commune nouvelle de Puygouzon au 1er janvier 2017, ainsi qu'au décret du 5 mars 2020 la rattachant entièrement au canton d'Albi-2, le canton comprend toujours cinq communes entières et une fraction.

## Démographie
En 2022, le canton comptait 19 732 habitants, en évolution de +8,05 % par rapport à 2016 (Tarn : +2,52 %, France hors Mayotte : +2,11 %).
| 2013   | 2018   | 2022   |
| ------ | ------ | ------ |
| 18 090 | 18 576 | 19 732 |